# Anthony Rapp
Anthony Deane Rapp (Joliet, 26 ottobre 1971) è un attore e cantante statunitense.
È noto per aver interpretato il personaggio di Mark Cohen nel musical Rent (1996-2008) e nel film Rent (2005) tratto da questo; è inoltre noto per aver interpretato il personaggio di Paul Stamets nel franchise di fantascienza Star Trek, nelle serie Star Trek: Discovery (2017-2024) e Star Trek Logs (2020-2021) e nel videogioco Star Trek Online.

## Biografia
Figlio di Mary Lee Baird e Douglas Rapp, fratello di Adam Rapp, dopo il divorzio dei genitori (avvenuto quando aveva 2 anni) ha vissuto l'infanzia con la madre, morta nel 1997. Ha incominciato la sua attività ancora ragazzino, acquistando progressivamente fama e notorietà durante gli anni ottanta e novanta. Molti i film che lo hanno visto come protagonista e come interprete nel corso della sua carriera.
Tra i ruoli più celebri da lui interpretati nella sua infanzia e adolescenza vanno ricordati Tutto quella notte (1987), Lontano da casa (1989), Scuola d'onore (1992) e 6 gradi di separazione (1993). Nel 1996 ha interpretato il ruolo di Mark Cohen nel musical Rent, a Broadway, che gli ha portato notorietà negli Stati Uniti. In seguito, ha interpretato ancora lo stesso personaggio nella versione cinematografica del 2005 e di nuovo sul palcoscenico nel 2009.
La sua carriera teatrale lo ha visto recitare anche nei musical You're a Good Man, Charlie Brown (1999) e If/Then (2014). Nel 2010, ha pubblicato l'album Look Around.
Nel 2017 entra a far parte del cast di Star Trek: Discovery (2017-2024), sesta serie televisiva del franchise di fantascienza Star Trek, in cui interpreta il ruolo dell'ufficiale scientifico Paul Stamets, addetto al motore a spore a bordo della USS Discovery. La serie, particolarmente impegnata a presentare tematiche riguardanti femminismo, inclusività e LGBT, prevedendo personaggi gay, transgender e queer nelle sue storie, offre al pubblico anche la prima coppia esplicitamente gay nella storia del franchise di Star Trek, formata dal personaggio interpretato da Anthony Rapp e dall'ufficiale medico Hugh Culber, interpretato da Wilson Cruz.

## Vita privata
Nel 2017 accusa Kevin Spacey di averlo molestato sessualmente nel 1986, quando Spacey aveva 26 anni e lui solo 14, dando il via ad una serie di accuse verso l'attore. La vicenda giudiziaria troverà una sua conclusione nel 2022, quando una giuria scagionerà Spacey dalle accuse di molestie nei confronti di Rapp.

## Filmografia

### Attore

#### Cinema
- Tutto quella notte (Adventures in Babysitting), regia di Chris Columbus (1987)
- Lontano da casa (Far from Home), regia di Meiert Avis (1989)
- Secret screams - Grida dal mistero (Grave Secrets), regia di Donald P. Borchers (1989)
- Scuola d'onore (School Ties), regia di Robert Mandel (1992)
- La vita è un sogno (Dazed and Confused), regia di Richard Linklater (1993)
- 6 gradi di separazione (Six Degrees of Separation), regia di Fred Schepisi (1993)
- Twister, regia di Jan de Bont (1996)
- The Mantis Murder, regia di Keith Thomson (1996)
- David Searching, regia di Leslie L. Smith (1997)
- Man of the Century, regia di Adam Abraham (1999)
- Road Trip, regia di Todd Phillips (2000)
- Cruise Control, regia di Lawrence Ferber - cortometraggio (2001)
- A Beautiful Mind, regia di Ron Howard (2001)
- Paradisco, regia di Stéphane Ly-Cuong - cortometraggio (2002)
- Open House, regia di Dan Mirvish (2004)
- Winter Passing, regia di Adam Rapp (2005)
- Rent, regia di Chris Columbus (2005)
- Danny Roane: First Time Director, regia di Andy Dick (2006)
- Blackbird, regia di Adam Rapp (2007)
- Scaring the Fish, regia di Todd Douglas Miller (2008)
- L'amore e altri luoghi impossibili (The Other Woman), regia di Don Roos (2009)
- Junction, regia di Tony Glazer (2012)
- Grind, regia di Zachary Halley - cortometraggio (2014)
- Not Again, regia di Zach Bubolo - cortometraggio (2015)
- Opening Night, regia di Jack Henry Robbins (2016)
- Do You Take This Man, regia di Joshua Tunick (2016)
- bwoy, regia di John G. Young (2016)
- Scrap, regia di Leena Pendharkar - cortometraggio (2018)
- Hamlet 360: Thy Father's Spirit, regia di Steven Maler – direct-to-video (2019)
- Scrap, regia di Vivian Kerr (2022)
- Trouble, regia di Jacob Chase - cortometraggio (2023)

#### Televisione
- Sky High, regia di James Whitmore Jr. e James Fargo – film TV (1990)
- Corte marziale - Death Sentence (Assault at West Point: The Court-Martial of Johnson Whittaker), regia di Harry Moses – film TV (1994)
- Lazarus Man (The Lazarus Man) – serie TV, episodio 1x08 (1996)
- Spin City – serie TV, episodio 1x17 (1997)
- X-Files (The X Files) – serie TV, episodio 5x04 (1997)
- The Beach Boys: An American Family, regia di Jeff Bleckner – miniserie TV (2000)
- Kidnapped – serie TV, 4 episodi (2006-2007)
- Law & Order - Unità vittime speciali (Law & Order: Special Victims Unit) – serie TV, episodi 5x23-14x08 (2004-2012)
- Psych – serie TV, episodio 7x15 (2013)
- It Could Be Worse – serie TV, episodio 2x01 (2014)
- Stop the Bleeding! – serie TV, episodi 5x03-5x04 (2015)
- The Knick – serie TV, episodi 2x03-2x04-2x05 (2015)
- The Good Fight – serie TV, episodi 1x01-1x02-2x11 (2017-2018)
- Star Trek: Discovery – serie TV, 65 episodi (2017-2024) – Paul Stametz
- Tredici (13 Reasons Why) – serie TV, episodio 2x13 (2018)
- Rent: Live, regia di Michael Greif e Alex Rudzinski – film TV (2019)
- Equal – serie TV, episodio 1x01 (2020)

### Doppiatore

#### Cinema
- The Transfarmation Project, regia di Nik Tyler e Jess Westberg – cortometraggio (2020)

#### Televisione
- Star Trek Logs – serie TV, episodi 1x04-1x10-2x06 (2020-2021) – Paul Stametz

#### Videogiochi
- Star Trek Online, regia di Joe Lyford e Lani Minella (2010) – Paul Stametz
- Stray Gods: The Roleplaying Musical, regia di Liam Esler e David Gaider (2023)

### Produttore
- bwoy, regia di John G. Young (2016)

### Regista
- Type 1 – cortometraggio (2023)

## Teatro
- The Little Prince and the Aviator, regia di Jerry Adler, Alvin Theatre, New York (1982)
- Precious Sons, regia di Diane Camp, Longacre Theatre, New York (1986)
- Six Degrees of Separation, regia di Jerry Zaks, Vivian Beaumont Theater, New York (1990-1992)
- Rent, regia di Michael Greif, Nederlander Theatre, New York (1996-2008)
- You're a Good Man, Charlie Brown, regia di Michael Mayer, Ambassador Theatre, New York (1999)
- If/Then, regia di Michael Greif, Richard Rodgers Theatre, New York (2014-2015)

## Discografia

### Album in studio
- 2000 - Look Around
- 2012 - Without You

### Album dal vivo
- 2016 - Acoustically Speaking: Live at Feinstein's/54 Below (con Adam Pascal)

## Doppiatori italiani
Nelle versioni in italiano delle opere in cui ha recitato, Anthony Rapp è stato doppiato da:
- Alessio Cigliano in X-Files, The Knick
- Christian Iansante in Road Trip, Psych: il musical
- Riccardo Rossi in Rent, Star Trek: Discovery
- Stefano Brusa ne L'amore e altri luoghi impossibili, The Good Fight
- Massimo Corizza in Tutto quella notte
- Davide Lionello in Scuola d'onore
- Natale Ciravolo ne La vita è un sogno
- Roberto Gammino in 6 gradi di separazione
- Giorgio Borghetti in A Beautiful Mind
- Corrado Conforti in Law & Order - Unità vittime speciali
- Alessandro Zurla in Tredici